# Mary Littlejohn
Mary Cathaleen Littlejohn, född 26 maj 1903 i South Crosby, död i september 1988 i Gananoque, var en kanadensisk vinteridrottare som var aktiv inom konståkning under 1920- och 1930-talen. Hon medverkade vid olympiska spelen i Lake Placid 1932 och placerade sig på 15:e plats.